# Piraternes Høvding
Piraternes Høvding (originaltitel Clothes Make the Pirate) er en amerikansk stumfilm fra 1925 instrueret af Maurice Tourneur.

## Medvirkende
- Leon Errol	som Tidd
- Dorothy Gish som Betsy Tidd
- Nita Naldi	som De La Tour
- George F. Marion som Jennison
- Tully Marshall som Scute
- Frank Lawlor som Crabb
- Edna Murphy som Nancy Downs
- James Rennie som Cavendish